# أم حبيب بنت المأمون
أُم حَبِيب زَيْنَب بنتُ عَبدُ الله اَلمأموُن بن هارُون الرَّشيد بن مُحَمد المِهْدِي بن عبدِ الله المَنْصُور العبَّاسِيَّة الهاشِميَّة القُرَشِيَّة (توفيت في القرن التاسع الميلادي) هي أميرة عَبَّاسيَّة، وزوجة عَلِيُّ الرِّضا، ثامن الأئمة حسب الإمامِيَّة، وذلك في عام 202 هـ / 817 م بعد أن زوَّجها أبيها الخليفةُ المأمُون لوليُّ عَهدِه عَلِيُّ الرِّضا، ولم تدم الزيجة طويلًا، فقد تُوفي الرِّضا سنة 202 هـ / 818 م.

## سيرة شخصية
ذكرت الروايات أنه في يَوم الثُّلاثاء، في الثَّاني من رَمَضان 201 هـ / الثَّالِث والعُشْرُون مِن مارس 817 م، زوَّج المأمُون ابنتهُ أم حبيب، إلى وليُّ عَهْدِه عَلِيُّ الرِّضا، وبمهرٍ قدرُه 400 درهم، حيث كان المأمُون يُحبه ويكرُمه ويُجلُّه، واستبدل شعار الدولة من السَّواد إلى الخُضْرة. كما عقد قُرآن أختها أُمُّ الفَضْل على ابنهِ مُحَمد الجَواد.
لم يدم الزواج طويلًا، وسُرعان ما تُوفي الرِّضا مسمُومًا في العديد من الروايات، في مدينة طُوس، وذلك في الثلاثُون مِن صَفَر 202 هـ / السَّادِس مِن يُونيو 818 م.